# Troll (Schiff)
Die Troll war ein kleiner Zerstörer, ein so genannter „Torpedojager“, der norwegischen Marine, der von 1912 bis Mai 1940 und von 1945 bis 1947 in der norwegischen Marine und von Mai 1940 bis Mai 1945 als Wasserschiff in der deutschen Kriegsmarine diente.

## Bau und Technische Daten
Die Troll war der zweite für die norwegische Marine gebaute Zerstörer und das zweite Schiff der Draug-Klasse. Die drei Boote der Klasse – Draug, Troll und Garm – wurden gleichzeitig geordert, um die 1896 bei Schichau gebaute Valkyrjen zu ersetzen, die wegen ihrer unzureichenden Geschwindigkeit von nur 23 Knoten, ihrer relativ schwachen Bewaffnung und ihrer mangelhaften Wendigkeit ihrer Hauptaufgabe, dem Fernhalten ausländischer Torpedoboote von der norwegischen Küste, nicht gewachsen war.
Die Troll lief am 7. Juli 1910 bei der Marinewerft in Karljohansvern mit der Baunummer 104 vom Stapel und wurde am 13. März 1912 in Dienst gestellt. Sie war 69,2 m lang und 7,3 m breit, hatte 2,9 m Tiefgang und verdrängte 578 Tonnen (standard). Sie hatte eine Dreifach-Expansions-Dampfmaschine mit 8000 PS bei 340/min, die eine Höchstgeschwindigkeit von 27 Knoten ermöglichte. Die Bewaffnung bestand aus sechs 7,6-cm-Schnellfeuerkanonen in Einzelaufstellung (eine auf dem Vorschiff, zwei rechts und links hinter der Brücke, zwei rechts und links unmittelbar hinter dem vierten und letzten Schornstein, und eine achtern hinter dem Bootskran), einem 12,7-mm-Colt-Fla-Maschinengewehr sowie drei schwenkbaren 45-cm-Torpedorohren in Einzelaufstellung (je eins rechts und links neben dem zweiten und dritten Schornstein, eins auf dem Heck). Die Besatzung bestand aus 76 Mann.

## 1912–1940
Während des Ersten Weltkriegs diente die Troll, wie die anderen Schiffe der norwegischen Marine, zur Sicherung der norwegischen Neutralität und im Geleitdienst für Handelsschiffe in norwegischen Küstengewässern. Nach dem Ende des Kriegs war das Boot bis 1927 hauptsächlich damit befasst, Schmuggler aufzubringen, die während der norwegischen Prohibition Alkohol ins Land zu bringen versuchten.
In den 1930er Jahren wurde die Troll, wie auch ihre beiden Schwesterschiffe, aus Kostengründen eingemottet, die Troll und die Garm in Horten, die Draug in Bergen. Obwohl die drei Boote beim Ausbruch des Zweiten Weltkriegs bereits sehr veraltet waren, wurden sie reaktiviert, um die norwegische Neutralität zu sichern, die Troll und die Garm am 28. August, die Draug am 5. September 1939. Es dauerte jedoch eine erhebliche Zeit, ehe die drei Boote soweit überholt waren, dass sie wieder einsatzbereit waren. Allerdings waren sie nur noch zum Sicherungs-, Geleit- und Wachdienst tauglich.

## 1940–1945
Beim Beginn der deutschen Invasion Norwegens am 9. April 1940 war die Troll unter Kapitän J. Dahl in Måløy, etwa 100 Seemeilen nördlich von Bergen, stationiert, mit ihren Schwesterschiffen Draug und Garm administrativ zugehörig zur 1. Zerstörerdivision (1. Jagerdivisjon) im 2. Seeverteidigungsabschnitt (Mittelnorwegen). Jedes Boot operierte verhältnismäßig unabhängig in dem ihm zugewiesenen Küstenabschnitt, und die Troll operierte nach dem Beginn des deutschen Angriffs zunächst im Sognefjord. Dort überlebte sie am 26. April, bei Bjordal vor Anker liegend, einen Bombenangriff deutscher Flugzeuge unbeschadet, während ihr in unmittelbarer Nähe ankerndes Schwesterschiff Garm nach einem Volltreffer fast in zwei Teile brach und dann ausbrannte und sank. Als die im Bereich Sognefjord befindlichen norwegischen Schiffe nach und nach kapitulieren mussten, erhielt Kapitän Dahl, als er am 3. Mai mit seinem Boot in Florø lag, die Anweisung, die Flucht nach Großbritannien zu versuchen. Aus Mangel an Kohle war dies nicht möglich, und am 4. Mai ließ Dahl die norwegische Flagge einholen und ging mit seiner Besatzung an Land zu den dort noch verbliebenen norwegischen Heeresstreitkräften.
Das verlassene Schiff wurde am 18. Mai in Florø von zwei deutschen Vorpostenbooten entdeckt und dann nach Bergen geschleppt, wo es am 20. Mai eintraf. Die Kriegsmarine stellte es, unter Beibehaltung seines Namens, zunächst als Torpedoboot in Dienst, aber Alter und Zustand des Schiffs waren so, dass es schon nach kurzer Zeit wieder ausgemustert wurde. Alle Decksaufbauten wurden entfernt und das Schiff wurde zum Destillationsschiff (zur Herstellung von destilliertem Wasser) und zum Wasser- und Dampfversorgungsschiff umgebaut. In dieser Funktion als Wasserfahrzeug diente das Schiff ab 1941 bei der Werft in Laksevåg (Bergen) bis zum Kriegsende.

## 1945–1949
Nach dem Ende des Kriegs kam die Troll wieder in norwegischen Besitz. Sie erhielt zwar 1946 noch den Präfix KNM (= Kongelig Norsk Marine) vor ihrem Namen, wurde aber schon 1947 aus der Schiffsliste gestrichen und 1949 zum Abwracken verkauft.